# نیک اریگی
نیک اریگی (فرانسوی: Nike Arrighi‎؛) هنرپیشه، هنرهای تجسمی اهل فرانسه است.
از فیلم‌ها یا برنامه‌های تلویزیونی که وی در آنها نقش داشته‌است می‌توان به زنان عاشق، روز به جای شب، یکشنبه خونین یکشنبه، قطار، تاب‌آوردن شیطان و فصلی در دوزخ اشاره کرد.